# Ficus bizanae
Espèce
Classification APG III (2009)
Statut de conservation UICN

 VU C2a : Vulnérable
Ficus bizanae est une espèce de plantes à fleurs de la famille des Moraceae. C'est un arbre endémique à l'Afrique du Sud.
Il est menacé par la perte de son habitat.